# Carl E. Schorske
Carl Emil Schorske (* 15. März 1915 in New York City; † 13. September 2015 in East Windsor, New Jersey) war ein US-amerikanischer Historiker, der unter anderem in Berkeley und Princeton lehrte.

## Leben
Schorske wurde in der Bronx als Sohn von Theodore Schorske und Gertrude Goldsmith geboren. Er studierte zunächst an der Columbia University in New York und wurde 1936 an der Harvard University promoviert. Im Zweiten Weltkrieg arbeitete er für das Office of Strategic Services, den Vorläufer der CIA, als Spezialist für Westeuropa. Nach dem Zweiten Weltkrieg lehrte Schorske zunächst Europäische Geschichte an der Wesleyan University (1946–1960), dann an der University of California at Berkeley (1960–1969) und schließlich an der Princeton University. 1980 ging er in den Ruhestand.
Fokus seiner späteren Interessen war die mitteleuropäische Geistes- und Kulturgeschichte nach der Krise des klassischen Liberalismus, insbesondere der Zeit um 1900 und der Geburt der kulturellen und auch ästhetischen Moderne (vor allem am Beispiel der Wiener Moderne). Für seine 1980 erschienene umfassende Studie Fin-de-Siècle Vienna (deutsch Wien. Geist und Gesellschaft im Fin de Siècle) erhielt er 1981 den Pulitzer-Preis. Im selben Jahr erschien mit 25-jähriger Verspätung zur Erstveröffentlichung in der Harvard University Press sein Klassiker der Parteiengeschichtsschreibung Die große Spaltung (der deutschen Sozialdemokratie 1905–1917), die vom früheren Bundeskanzler Willy Brandt als „sehr verdienstvoll“ beurteilt wurde.
Schorske war korrespondierendes Mitglied der Österreichischen Akademie der Wissenschaften und Ehrenmitglied der Königlich Niederländischen Akademie der Wissenschaften. 1966 wurde er in die American Academy of Arts and Sciences gewählt. 1981 war er MacArthur Fellow. Seit 2012 war er Ehrenbürger der Stadt Wien.

## Auszeichnungen
- 1985: Preis der Stadt Wien für Publizistik
- 1986: Ehrendoktorwürde der Universität Salzburg
- 1996: Großes Silbernes Ehrenzeichen für Verdienste um die Republik Österreich[3]
- 2000: Goldenes Ehrenzeichen für Verdienste um das Land Wien[4]
- 2007: Victor-Adler-Staatspreis für Geschichte sozialer Bewegungen
- 2011 / 2012: Ehrenbürgerschaft der Stadt Wien (Beschluss November 2011),[5] Überreichung am 25. April 2012[6]
- 2015: Großes Goldenes Ehrenzeichen für Verdienste um die Republik Österreich[7]

## Werke (Auswahl)
- mit Hoyt Price: The problem of Germany. With an introduction by Allen W. Dulles, Council on Foreign Relations, New York 1947.
- German Social Democracy. 1905–1917. The development of the great schism. Harper & Row, New York u. a. 1972; dt. Die große Spaltung. Die deutsche Sozialdemokratie 1905–1917. Berlin 1981, ISBN 3-88395-407-1.
- Wien. Geist und Gesellschaft im Fin de Siècle. Frankfurt am Main 1982, ISBN 3-10-073603-6.
- Eine österreichische Identität. Gustav Mahler. Wien 1996, ISBN 3-85452-350-5.
- Mit Geschichte denken. Wien 2004, ISBN 3-85409-371-3.